# Kristian Digby
Kristian Digby (24. juni 1977 – 1. marts 2010) var en engelsk tv-oplæser og direktør, der var bedst kendt for at præsentere programmet To Buy or Not to Buy på BBC One. Det blev annonceret den 1. marts 2010, at han var blevet fundet død, efter hvad politiet mente var "mystiske omstændigheder".
Han blev født den 24. juni 1977 i Torquay, Devon, og gik på Bramdean School i Exeter, hvor han siges at han har kæmpet med ordblindhed. Han indledte sin karriere med en dokumentarudsendelse for BBC med titlen Hiding the Truth: I Can't Read. 
I 1997 vandt hans film Words of Deception en Junior BAFTA pris. Det følgende år vandt han med sin film Last Train to Demise prisen som Best Student Film Award.
Den 1. marts 2010 klokken 7:45 blev han fundet død i sin lejlighed i London. En ambulance blev tilkaldt, og han blev erklæret død på stedet. Man fandt et bælte og en taske, og mente at han var død ved kvælning, genstandene blev fjernet fra hans lejlighed til retsmedicinske undersøgelser. De nærmere omstændigheder omkring hans død er endnu ikke opklaret.